# Seu central del Col·legi d'Arquitectes de Catalunya
La Seu central del Col·legi d'Arquitectes de Catalunya (COAC) és un edifici situat a la Plaça Nova de Barcelona, catalogat com a bé amb elements d'interès (categoria C).

## Història i descripció
Gràcies a l'impuls del degà Manuel de Solà-Morales i de Rosselló, el COAC va decidir traslladar la seva seu, situada a l'Eixample, a una de nova construcció a l'emplaçamant actual. El projecte guanyador va ser el de l'arquitecte Xavier Busquets i Sindreu, després d'un concurs que va tenir dues rondes. A més, les vuit plantes de l'edifici van ser dissenyades per altres arquitectes.
L'emplaçament va ser clau a l'hora de la realització del projecte, ja que la proposta guanyadora una resposta adequada al lloc, en tant que fusionava l'arquitectura moderna internacional amb la de la plaça. De fet, la divisió en dos volums clarament diferenciats respecta aquesta fusió: el primer i el més baix, dibuixa el perímetre edificat de la trama urbana medieval i respecta el sistema d'espais urbans, mentre que la torre s'endarrereix al màxim de la plaça per no agredir el paisatge urbà amb noves formes i materials, propis de programes d'oficines.
La construcció es planteja com un contenidor de diverses dependències administratives dissenyades pels arquitectes més representatius del moment, tot i que avui pràcticament no es conserva cap dels interiors originals, llevat de la instal·lació de la sala d'actes, al vestíbul en el qual hi ha uns murals realitzats, com els que decoren el fris de la façana, a partir dels dibuixos que Picasso va fer.
L'edifici es divideix en vuit plantes, i com s'ha comentat anteriorment, es divideix en dos espais. A la part inferior es desenvolupen les activitats obertes al públic: al soterrani hi ha la Cooperativa d'Arquitectes Jordi Capell; a la següent planta el bar; seguidament una sala d'exposicions; a peu de carrer, la recepció i l'oficina de turisme; i finalment s'arriba a les sales d'exposició a l'altell i a l'Auditori, amb parets amb un fris de formigó armat de més de 57 metres que dona suport a uns esgrafiats de Picasso, realitzats mitjançant la tècnica del doll de sorra per l'artista noruec Carl Nesjar.
La part superior o torre, es planteja com un contenidor de serveis, i a l'interior es troben les oficines.
El gener del 2018 es va inaugurar la nova façana, que es va renovar a partir d'un projecte realitzat per la Societat Fuses-Viader Arquitectes SLP i els arquitectes Jorge Perea i Jordi Mansilla.